# Baborów (gmina)
Baborów (daw. gmina Baworów) – gmina miejsko-wiejska w województwie opolskim, w powiecie głubczyckim. W latach 1975–1998 gmina położona była w województwie opolskim.
Siedzibą władz gminy jest miasto Baborów.
Według danych z 31 grudnia 2011 gminę zamieszkiwało 6276 osób.

## Miejscowości
Miejscowości leżące na terenie gminy Baborów:
Miasta:
- Baborów (siedziba gminy)

Sołectwa:
- Babice
- Boguchwałów
- Czerwonków
- Czerwonków-Osiedle
- Dziećmarów
- Dzielów
- Księże Pole
- Langowo
- Raków
- Sucha Psina
- Sułków
- Szczyty
- Tłustomosty

Pozostałe miejscowości:
- Rogów
- Wierzbno

## Struktura powierzchni
Według danych z roku 2002 gmina Baborów ma obszar 116,97 km², w tym:
- użytki rolne: 89%
- użytki leśne: 3%

Gmina stanowi 17,38% powierzchni powiatu.

## Demografia

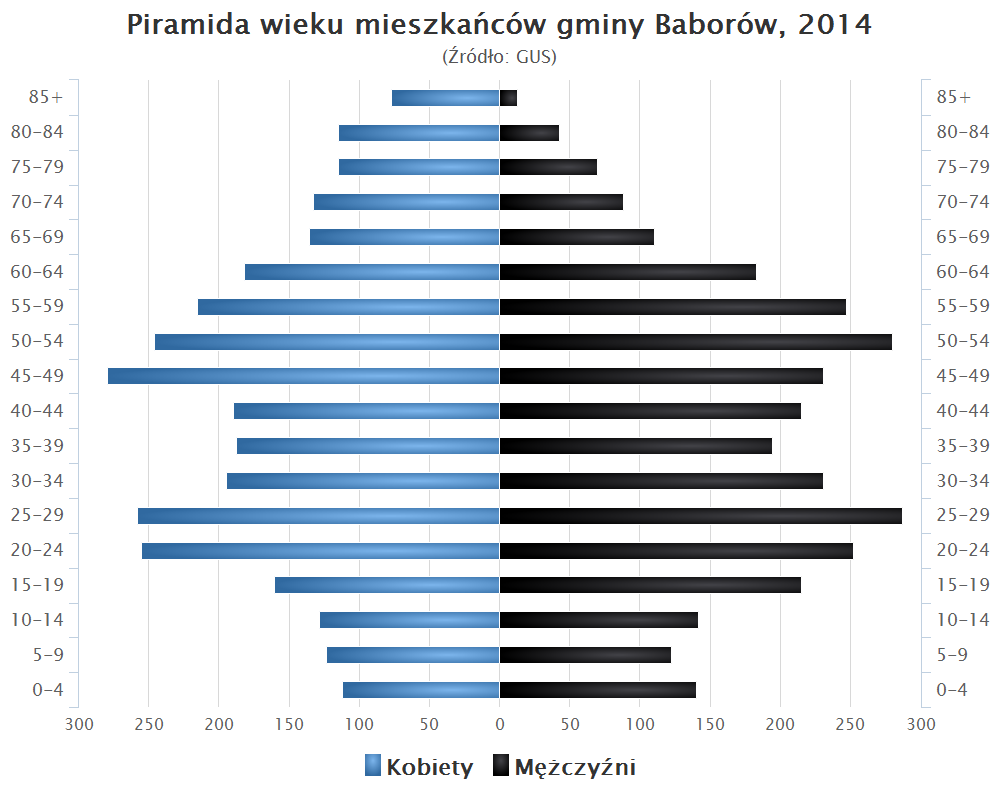
Piramida wieku mieszkańców gminy Baborów w 2014 roku

Dane z 31 grudnia 2011:
| Opis                              | Ogółem | Ogółem | Kobiety | Kobiety | Mężczyźni | Mężczyźni |
| --------------------------------- | ------ | ------ | ------- | ------- | --------- | --------- |
| jednostka                         | osób   | %      | osób    | %       | osób      | %         |
| populacja                         | 6276   | 100    | 3155    | 50,3    | 3121      | 49,7      |
| gęstość zaludnienia (mieszk./km²) | 53,7   | 53,7   | 27,0    | 27,0    | 26,7      | 26,7      |

## Sąsiednie gminy
Głubczyce, Kietrz, Pawłowiczki, Pietrowice Wielkie, Polska Cerekiew, Rudnik